# James Clinton
James „Jimmy” Clinton – szkocki bokser, srebrny medalista Mistrzostw Europy z roku 1947 w wadze muszej, mistrz Wielkiej Brytanii.
W kwietniu 1947 został mistrzem Wielkiej Brytanii w kategorii muszej. W finale pokonał reprezentanta Anglii Henry’ego Carpentera. W maju 1947 został wicemistrzem Europy w kategorii muszej. W walce eliminacyjnej rywalem Clintona był Włoch Florio Pancani, a Szkot zwyciężył pojedynek na punkty. W ćwierćfinale wyeliminował Anglika Joe Murphy’ego, pokonując go walkowerem. W walce o finał pokonał na punkty Czecha Františka Majdlocha, awansując do finału wraz z Hiszpanem Luisem Martínezem. W finale Clinton przegrał na punkty, zostając wicemistrzem Europy.